# Komunistička stranka Ruske Federacije
Komunistička stranka Ruske Federacije (ruski: Коммунистическая партия Российской Федерации = КПРФ) je ruska politička stranka.
Katkad ju se smatra sljednicom Komunističke stranke SSSR-a i Boljševičke stranke.
Stranka je poprimila jedinstveni ruski karakter i ustrajno je zazivala ruski patriotizam i nacionalizam, pored komunizma.
Danas je veći dio strančine gospodarske platforme  demokratski socijalizam, unatoč strančinom imenu. Trenutno članstvo broji pola milijuna ljudi.

## Vanjske poveznice
- CPRF site